# Isobel Wren
Isobel Wren (Washington D. C., 31 de diciembre de 1981) es una modelo erótica estadounidense.
A los 28 años, Isobel irrumpió profesionalmente en la escena del modelaje de glamour y también realizando desnudo artístico, posando para sitios como TorridArt y FirstTimeVideo Girls. En mayo de 2009 posó para la revista Penthouse y más tarde aparecería nuevamente en sus páginas en la edición de 40 aniversario.
Isobel se define a sí misma como "Un ser humano, diseñadora web, ambientalista, estudiante y desnudista profesional, o tal vez de manera más simple, una desnudista profesional. Esto porque me dedico al fetichismo y algo de pornografía mientras estoy desnuda", agregando que las veces que se ha desempeñado en trabajos más convencionales en oficinas, ha ocurrido que sus compañeros desconocen su faceta de modelo lo que la hace sentir como "un superhéroe". Tiene una predilección por las pelucas, disfraces y la cultura geek aficionada a los cómics y a las computadoras. Hasta la fecha, mantiene su decisión de no participar en escenas de sexo explícito con hombres.
Gran parte de su popularidad se debe a su múltiple presencia en diversos medios en línea y redes sociales, como MySpace, Twitter, Facebook, videos en YouTube y blogs, todos ellos coordinados desde su sitio web donde mantiene una intensa y permanente relación con sus admiradores.